# 1958 год в спорте
Список 1958 год в спорте описывает спортивные события, произошедшие в 1958 году.

## СССР
- Чемпионат СССР по боксу 1958;
- Чемпионат СССР по самбо 1958;
- Чемпионат СССР по классической борьбе 1958;
- Чемпионат СССР по лёгкой атлетике 1958;
- Чемпионат СССР по русским шашкам 1958;
- Чемпионат СССР по хоккею с мячом 1957/1958;
- Чемпионат СССР по хоккею с мячом 1958/1959;
- Создан женский баскетбольный клуб ТТТ (Рига);
- Создан гандбольный клуб Мотор;

### Шахматы
- Командный чемпионат СССР по шахматной композиции 1957/1958;
- Первенство СССР между командами союзных республик по шахматам 1958;
- Чемпионат СССР по шахматам 1958;

### Футбол
- Чемпионат СССР по футболу 1958;
- Кубок СССР по футболу 1958;
- Созданы клубы:
  - «Авангард» (Камышин);
  - «Березники»;
  - «Буковина»;
  - «Буревестник-ЮРГУЭС»;
  - «Маяк» (Харьков);
  - «Меховик»;
  - «Октан»;
  - «Рубин» (Казань);
  - «Селенга»;
  - «Таврия»;
  - «Терек»;
  - «Шахтёр» (Караганда);
  - «Ширак»;

### Хоккей
- Чемпионат СССР по хоккею с шайбой 1957/1958;
- Чемпионат СССР по хоккею с шайбой 1958/1959;
- Созданы клубы:
  - «Горняк» (Рудный);
  - «Труд» (Курск);
  - «Южный Урал»;

## Международные события
- Кубок мира по вольной борьбе 1958;
- Матч СССР — США по лёгкой атлетике 1958;
- Чемпионат Европы по фигурному катанию 1958;
- Чемпионат мира по биатлону 1958;
- Чемпионат мира по конькобежному спорту в классическом многоборье 1958;
- Чемпионат мира по лыжным видам спорта 1958;
- Чемпионат мира по фигурному катанию 1958;
- Чемпионат мира по хоккею с шайбой 1958;
- Чемпионат Южной Америки по волейболу среди женщин 1958;
- Чемпионат Южной Америки по волейболу среди мужчин 1958;
- Спартакиада дружественных армий 1958

### Футбол
- Кубок ярмарок 1955/1958;
- Кубок ярмарок 1958/1960;
- Матчи сборной СССР по футболу 1958;
- Чемпионат мира по футболу 1958;
- Финал чемпионата мира по футболу 1958;
- Созданы клубы:
  - Аделаида Блю Иглз
  - ЕС Сетиф
  - Севилья Атлетико
  - Араша

### Шахматы
- Матч за звание чемпиона мира по шахматам 1958;
- Матч за звание чемпионки мира по шахматам 1958;
- Межзональный турнир по шахматам 1958;
- Шахматная олимпиада 1958;

## Персоналии

### Родились
- 2 января — Игорь Александрович Соколов, советский стрелок по движущимся мишеням, Олимпийский чемпион 1980 года
- Магомадов, Тарам Амхатович — советский борец вольного стиля;